# Ernst Carlson
Karl Fredrik Ernst Carlson, född 14 mars 1854 i Stockholm, död 7 april 1909 i Stockholm, var en svensk skolman, riksdagsman och historiker.

## Biografi
Carlson grundade 1879 gymnasieföreningen Saga.
Carlson tog studenten i Stockholm 1872, blev filosofie kandidat vid Uppsala universitet 1874, filosofie licentiat 1877 och filosofie doktor samma år samt docent i historia 1880. Han blev 1883 lektor i historia, geografi och modersmålet vid högre Göteborgs realläroverk. 1890 utnämndes han till professor i historia och statskunskap vid Göteborgs högskola, men återgick 1893 till sitt lektorat.
Ernst Carlson företog studieresor till Frankrike och England 1878, till Tyskland och Danmark 1885-86, till Moskva, Wien, Dresden och Berlin 1890 samt till London och Köpenhamn 1895-96. Han var amanuens vid Riksarkivet och kanslist i ecklesiatikdepartementet 1877-80, lektor i historia, geografi och modersmål vid Stockholms realläroverk 1878-80, vikarierande lektor i samma ämnen vid Göteborgs latinläroverk 1880-83, docent i historia vid Uppsala universitet 1880-83, lektor i historia, geografi och modersmål vid Göteborgs realläroverk 1883-1909, professor i historia och statskunskap vid Göteborgs högskola 1890-93 samt överdirektör och chef för Kungl. Överstyrelsen för rikets allmänna läroverk 1904-09.
Carlson tog livlig del i Göteborgs kommunala liv och var ledamot av Göteborgs stadsfullmäktige 23 februari 1892 - 1904, av folkskolestyrelsen där 1884-1901, varav som vice ordförande 1894-96. Han var också riksdagsledamot för Göteborgs stads valkrets i andra kammaren 1897–1905. I riksdagen betecknade han sig ursprungligen som vilde, men anslöt sig 1900 till det nybildade liberala samlingspartiet.
Efter att ha engagerat sig i Simon Boëthius läroverksmotion från 1896 motionerade han 1899 om att riksdagen skulle författa en skrivelse till Kungl. Maj:t. Denna innehöll ett förslag till omorganisation av de allmänna läroverken, så att den 9-åriga kursen delades in i ett högre och ett lägre stadium. Vidare skulle det lägre stadiet få en avslutningsklass med en särskild avgångsexamen för elever, som slutade sin skolgång vid 15-16 års ålder. Förslaget bifölls, och Carlson blev ledamot av den tillsatta kommittén och hans arbete lade grunden till den stora läroverksreformen som antogs vid 1904 års riksdag. Carlson fick ett erkännande samma år, då han utnämndes till överdirektör och chef för den nyskapade överstyrelsen för rikets allmänna läroverk.

## Utmärkelser
LSkS, 1880 och LVVS, 1887. Hedersledamot av Södermanland-Närkes nation vid [Uppsala universitet 1900.

## Familj
Carlson var son till Fredrik Ferdinand Carlson och Ulrika Christina, född Wahrolin. Han gifte sig 5 januari 1881 i Stockholm med Valborg Christina Korsgren (1860-1942), dotter till bankokommissarien Carl Gustaf Korsgren och Hilda Christina Carlson, född Ramstedt. Barn (1900): Thor, född 1881, Ragnhild, född 1883, Märta, född 1891 och Hervor, född 1896. Hans barn och deras ättlingar har återupptagit ett gammalt släktnamn och skriver sig Carlson Barkman.

## Övriga uppdrag i urval
Carlson var sakkunnig vid tillsättandet av professuren i historia och statskunskap vid Göteborgs högskola 1895, ledamot av stora läroverkskommittén 1899-1902, av konstitutionsutskottet 1903-04 och av läroverksutskottet 1904. Han var sakkunnig i ecklesiastikdepartementet för utarbetande av propositionen i läroverksfrågan 1903-04, ledamot av beredningen för verkställighet av de med Eduard Magnus och Fred. Lundgrens testamenten avsedda ändamål (högskola i Göteborg) 1885-87 samt revisor för Göteborgs museum 1888. Han var ombud för Svenska sällskapet för antropologi och geografi vid internationella geografiska kongressen i Bern 1891, ledamot av Kungl. Samfundet för utgivande av handskrifter rörande Skandinaviens historia 1880-1909.